# Labeo gregorii
Labeo gregorii är en fiskart som beskrevs av Günther, 1894. Labeo gregorii ingår i släktet Labeo och familjen karpfiskar. IUCN kategoriserar arten globalt som livskraftig. Inga underarter finns listade i Catalogue of Life.